# Монік Лерак
Монік Лерак (фр. Monique Leyrac, при народженні Трамблі, фр. Tremblay; 26 лютого 1928, Монреаль, Канада — 15 грудня 2019, Ковансвіль, Квебек, Канада) — франко-канадська акторка, співачка, драматургиня і театральна постановниця. Знана як інтерпретаторка французьких і франко-канадських пісень. Двічі визнавалася співачкою року та жінкою року в опитуваннях жінок — редакторів канадських ЗМІ, лауреатка Призу Калікса Лавалле (1979), Премії генерал-губернатора (1997) та Призу Деніз Пельтьє (2013), офіцер ордену Канади (1967) та лицар Національного ордену Квебека.

## Біографія
Народилася 1928 року в небагатій родині в Монреалі. Мама працювала модисткою і Монік допомагала з вихованням суродженців. У 13 років покинула школу і до 15 років працювала на фабриці, займаючись самоосвітою. Прочитавши біографію Сари Бернар, почала мріяти про акторську кар'єру. Брала уроки сценічного мистецтва у Жанни Мобур, пізніше почала також займатися співом. 1943 року дебютувала на монреальському радіо CKAC у постановці п'єси Франца Верфеля «Пісня Бернадетт», озвучивши головну роль. За порадою наставниці взяла собі сценічний псевдонім, вибравши для цієї мети прізвище Лерак. Після кількох років на радіо 1948 року почала виступати в монреальському кабаре «У золотого фазана» разом з Шарлем Азнавуром, П'єром Рошем і Жаком Норманом. У цей час до репертуару молодої співачки входили латиноамериканські пісні, а також номери з репертуару Едіт Піаф. Випустила кілька грамплатівок із фірмою звукозапису RCA Victor.
1949 року дебютувала в кіно, знявшись разом з Полем Бервалем у фільмі «Вогні мого міста». У 1950—1951 роках здійснила концертне турне Францією, Бельгією, Швейцарією та Ліваном. Після повернення до Монреалю продовжила виступи у різних кабаре. 1952 року вийшла заміж за французького актора Жана Дальмена. У цьому шлюбі, що тривав до 1977 року, народилася одна дочка — Софі (у шлюбі Жиронне).
У 1952—1958 роках виступала у різних театральних трупах у Парижі. Продовжила театральну кар'єру в Монреалі, зокрема, 1962 року виконала роль Поллі Пічем в «Тригрошовій опері». З 1962 по 1964 рік була однією з провідних ведучих радіопрограми «Plein de soleil» на радіо CBC. Одночасно виступала як співачка, поступово доповнюючи репертуар творами популярних квебецьких авторів. 1963 року випустила свою першу довгогральну платівку з піснями Жиля Віньйо та Клода Левельє. 1964 року була провідною та однією з головних виконавиць у телешоу «Pleins feux» (з фр. — «Прожектор») на CBC.
1965 році CBC відправило Лерак представляти Канаду на Міжнародному фестивалі пісні в Сопоті, де вона завоювала гран-прі з піснями «Mon Pays» (авторства Віньйо) і «La Petite Mélodie qui revient». Того ж року виборола також гран-прі на фестивалі пісні в Остенде (Бельгія). Після цього зробила турне СРСР, виступала у вар'єте в концертному залі «Олімпія» в Парижі, в Карнегі-холі, на Всесвітній виставці в Монреалі, а також перед принцесою Маргарет у Лондоні.
Після участі у постановці «Тригрошової опери» на Стратфордському фестивалі 1972 року знову вирушила до Франції, звідки повернулася через три роки. У 1980-ті роки сама складала та ставила п'єси, в яких грала та співала на сцені. Серед них були «Божественна Сара» (1981, на основі біографії Сари Бернар) і «Штучний рай» (1982, за однойменною книгою Бодлера), а також «Spectacle 1900», в якому виконувались пісні Арістіда Брюана й Іветти Гільбер. Іншими помітними театральними роботами Лерак у цей час були моновистава «Нелліган», присвячена пам'яті квебецького поета Еміля Неллігана, і «Париж-Берлін» на тексти Бертольта Брехта та Жака Превера, де партнером Лерак був Поль Савуа.
За роль Белізи у постановці мольєрівських «Вчених жінок» Новою театральною трупою Монреаля (1990) вшанована призом театральних критиків за найкращу жіночу роль другого плану. 1995 року зіграла у світовій прем'єрі Мішеля Марка Бушара «Коронаційна подорож» (постановка театру «Новий світ»). Ця роль стала останньою в кар'єрі Лерак, яка, досягнувши 60-річного віку, вирішила залишити звільнення зі сцени. 2019 році вийшла друком біографія життя Лерак, написана Франсуа Домп'єром. Померла у лікарні міста Ковансвіля у грудні 2019 року у 91 рік.

## Нагороди та звання
- 1965 — Гран-прі Міжнародного фестивалю пісні в Сопоті[8]
- 1965 — Гран-прі фестивалю пісні в Остенде (Бельгія)[8]
- 1967 — офіцер ордену Канади[15]
- 1979 — Приз Калікса Лавалле[8]
- 1990 — приз театральних критиків за найкращу жіночу роль другого плану (Беліза, «Вчені жінки», Нова театральна трупа)[9]
- 1997 — Премія генерал-губернатора в галузі виконавських мистецтв[4]
- 1998 — лицар Національного ордену Квебеку[16]
- 2006 — приз Квебекор (Приз Квебеку в галузі музики)[17]
- 2013 — Приз Деніз Пельтьє[fr][11]
- Двічі визнавалася співачкою року та жінкою року в опитуваннях жінок — редакторів канадських ЗМІ[8]